# .aero
.aero (có nguồn gốc từ aeronautics) là một tên miền được tài trợ cấp cao nhất (sTLD) được sử dụng trong Hệ thống tên miền của Internet. Đây là tên miền cấp cao nhất được tài trợ đầu tiên dựa trên một chủ đề công nghiệp duy nhất. Miền aero được dành riêng cho các công ty, tổ chức, hiệp hội, cơ quan chính phủ và cá nhân trong các lĩnh vực liên quan đến hàng không vũ trụ. Nó được tạo ra vào năm 2002 và được vận hành bởi SITA. SITA đã tạo và vận hành Hội đồng Dot Aero.
Mã hai chữ cái theo .aero được dành riêng cho các hãng hàng không theo IATA Airline Designators. Mặc dù mã ba chữ cái ban đầu được dành riêng cho các sân bay (mã sân bay IATA), chúng đã được phát hành để cộng đồng hàng không và hàng không vũ trụ lớn hơn đăng ký vào ngày 1 tháng 12 năm 2008 
Tên miền cấp cao nhất của aero ban đầu được phê duyệt vào năm 2001 với thời hạn 5 năm, hết hạn vào ngày 17 tháng 12 năm 2006 như là một phần của bằng chứng về khái niệm của tên miền cấp cao mới. Thỏa thuận sau đó được gia hạn vào tháng 10 năm 2006 với thời hạn sáu tháng cho đến ngày 17 tháng 6 năm 2007, và tiếp tục được gia hạn theo chu kỳ sáu tháng sáu tháng cho đến ngày 17 tháng 6 năm 2009. Năm 2009, SITA và ICANN đã hoàn thành hợp đồng tài trợ 10 năm cho hoạt động của tên miền aero.